# 鱒浦駅
鱒浦駅（ますうらえき）は、北海道網走市字鱒浦104-1にある北海道旅客鉄道（JR北海道）釧網本線の駅である。駅番号はB78。事務管理コードは▲111621

## 歴史

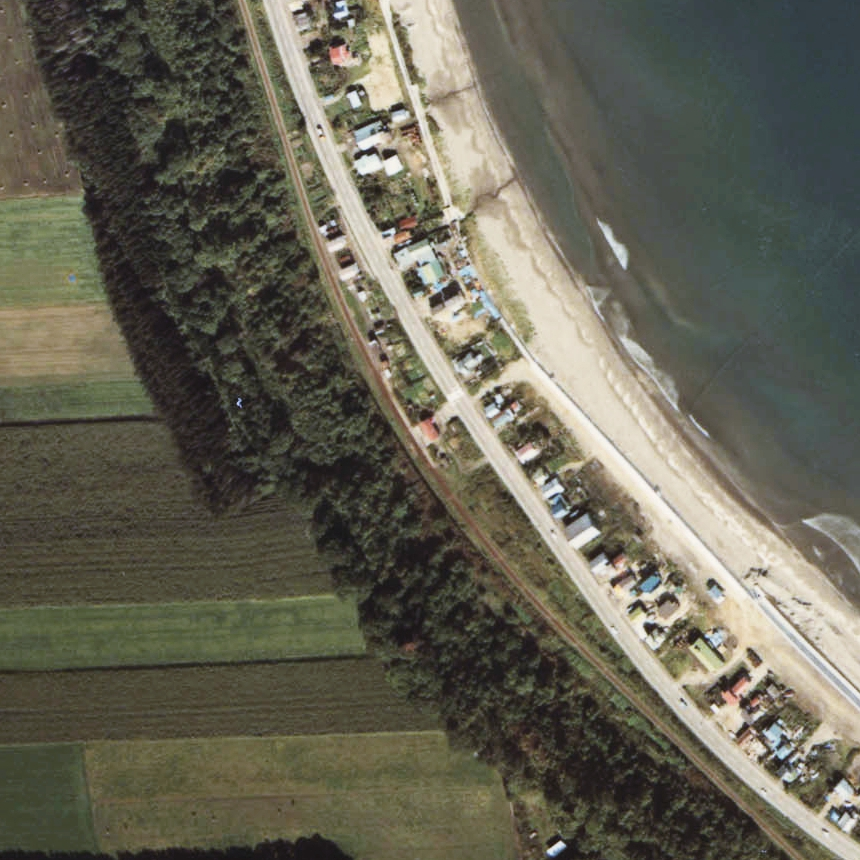
1977年の鱒浦駅と周囲約500m範囲。左が網走方面。既に無人駅で、単式ホーム1面1線しかなく、側線は認められない。かつては駅裏側に貨物線を有していて、本線は分岐が撤去された線形のままになっている。後に線形が直され、それに合わせてホームが拡幅された。

- 1924年（大正13年）11月15日：国有鉄道の駅として開業[3][4]。一般駅。
- 1932年（昭和7年）12月1日：当駅 - 網走間線路付け替え（網走駅移転）により網走駅との駅間営業キロを改キロ[5]。
- 1960年（昭和35年）10月25日：貨物・荷物取扱い廃止[6]。
- 1963年（昭和38年）4月1日：業務委託化[7]。
- 1966年（昭和41年）9月1日：無人化[8]。
- 1987年（昭和62年）4月1日：国鉄分割民営化により、北海道旅客鉄道（JR北海道）の駅となる[5]。
- 2015年（平成27年）1月5日：駅舎改築工事完了[9]。

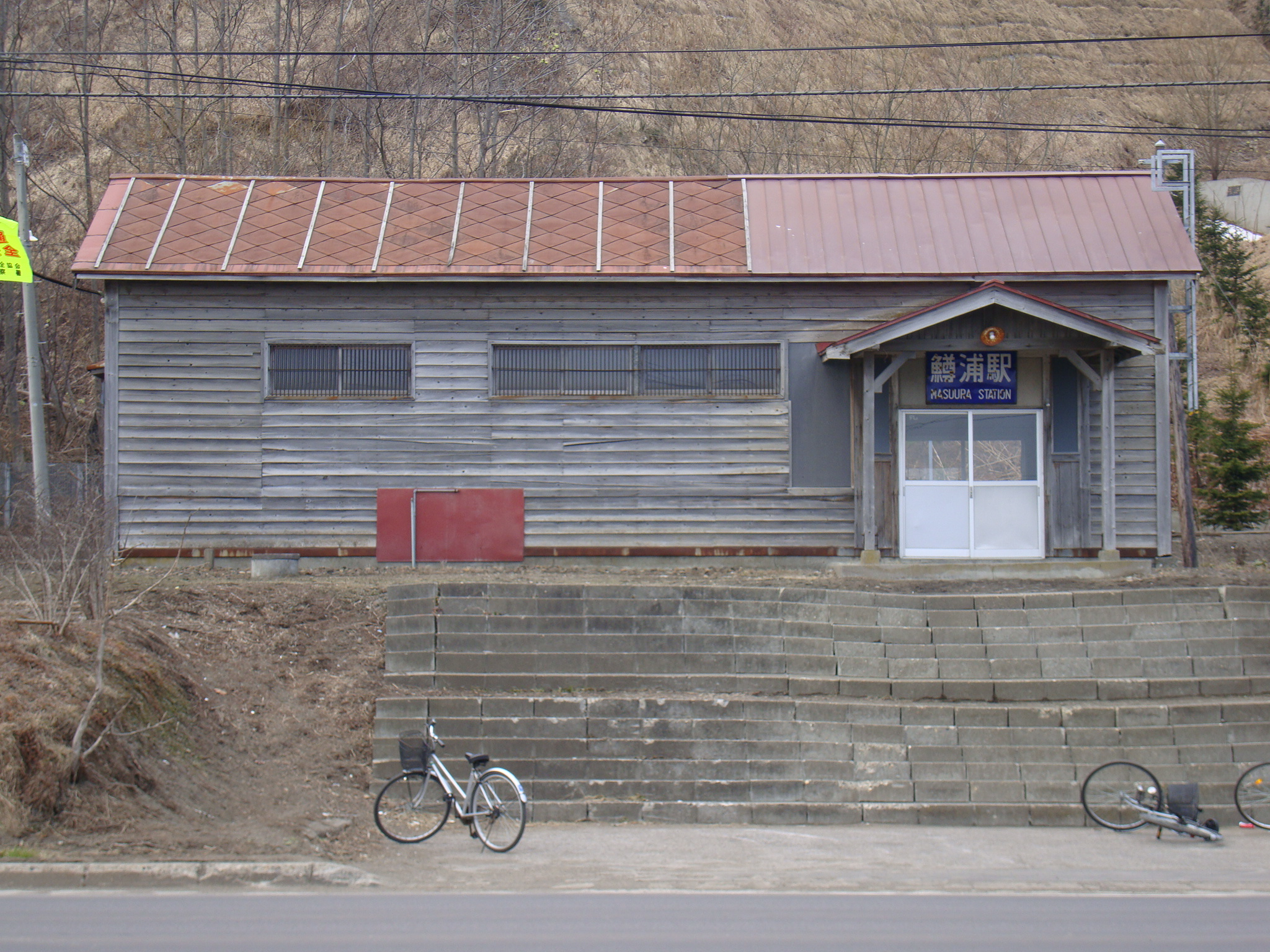
旧駅舎（2009年4月）
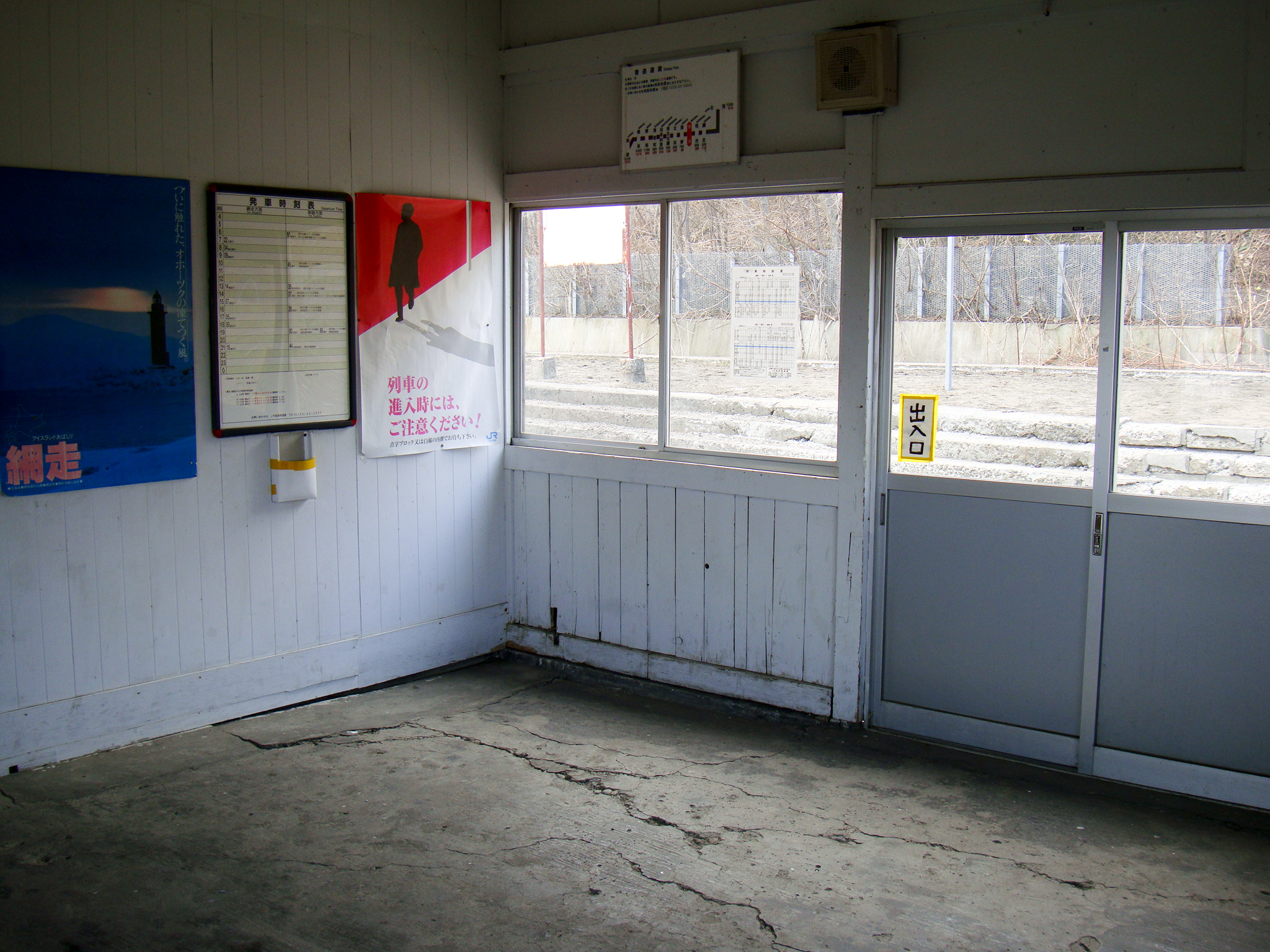
旧駅舎待合室（2009年4月）
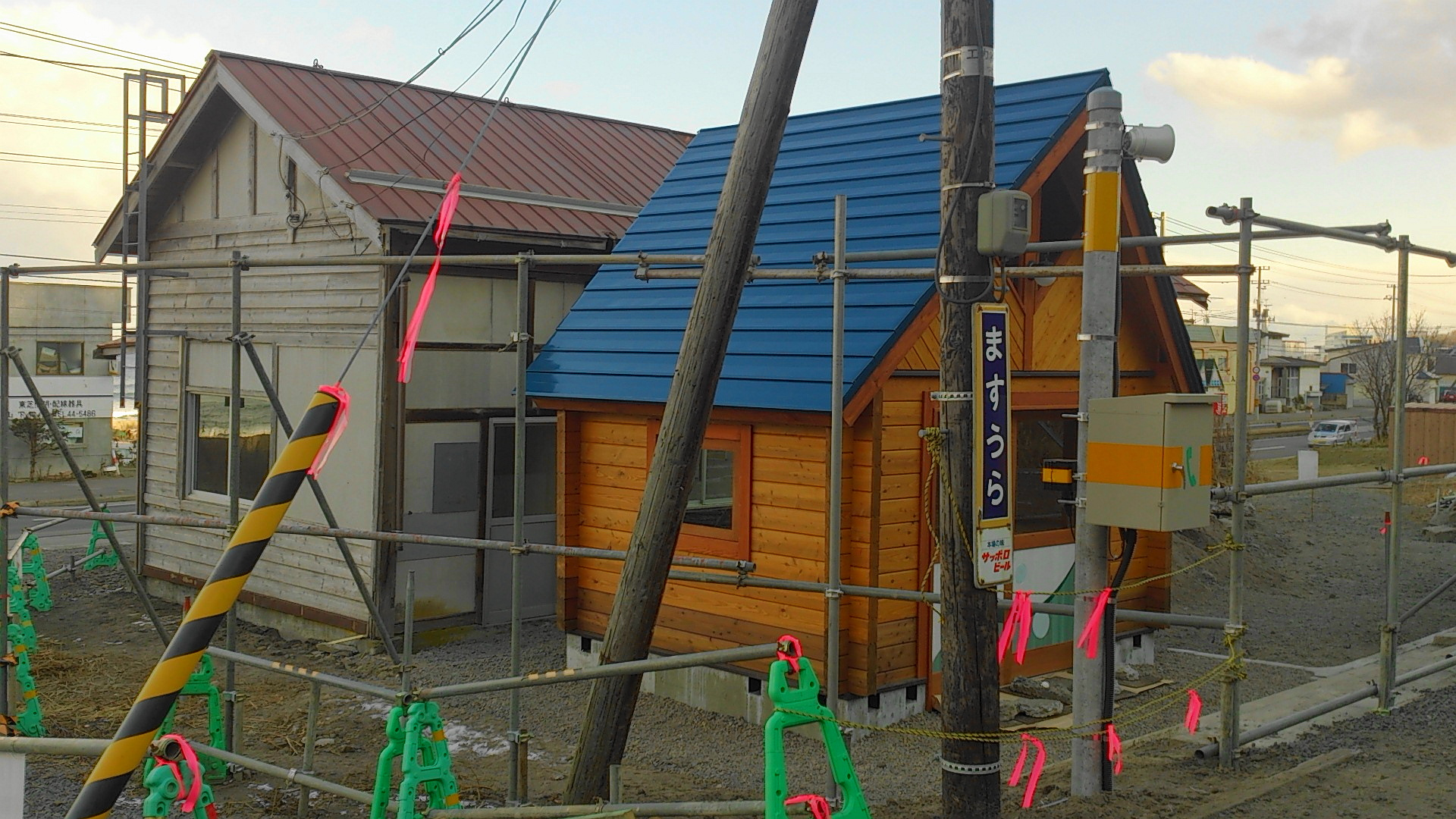
工事期間中の新旧駅舎併存時（2014年12月）

### 駅名の由来
1973年（昭和48年）に国鉄北海道総局が発行した『北海道　駅名の起源』では由来を次のように紹介している。
なお、かつて当地に存在した網走郡勇仁（いさに）村の名称や、現在も当駅付近を流れる勇仁川の名称はアイヌ語の「イチャヌニ（ichan-un-i）」（鮭鱒の産卵場・ある・もの〔川〕）に由来している。

## 駅構造
単式ホーム1面1線をもつ地上駅。知床斜里駅管理の無人駅である。当駅以南が釧路支社管轄であり、以北の桂台駅および網走駅は旭川支社が管轄する。
2014年（平成26年）12月より、利用者数に合わせ規模を縮小した延床面積約10平方メートルの新駅舎を旧駅舎の線路側に建設。2015年（平成27年）1月5日に工事が完了した。旧駅舎は工事完了に先立つ2014年（平成26年）12月16日に解体された。

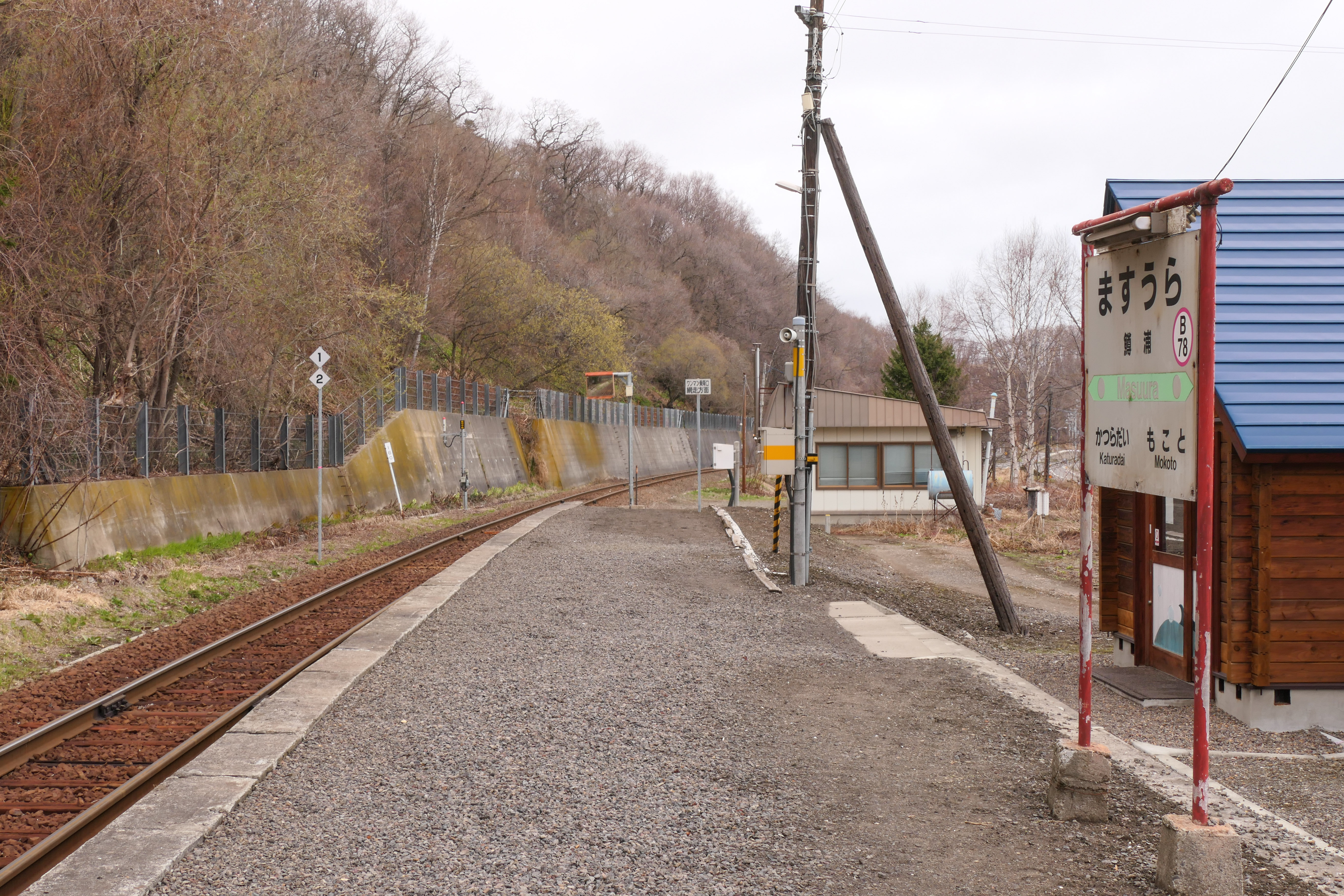
ホーム（2021年5月）
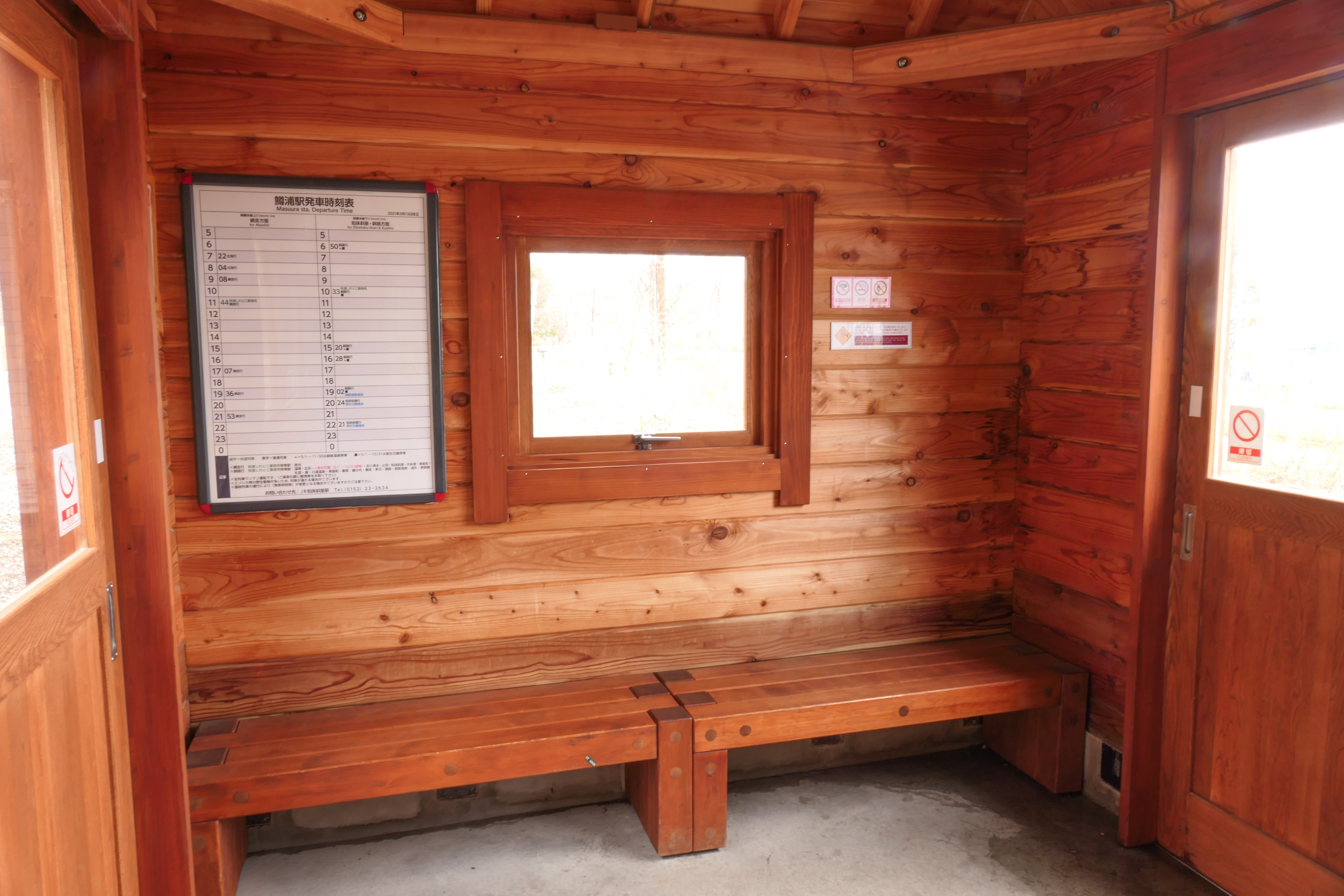
待合室内部（2021年5月）
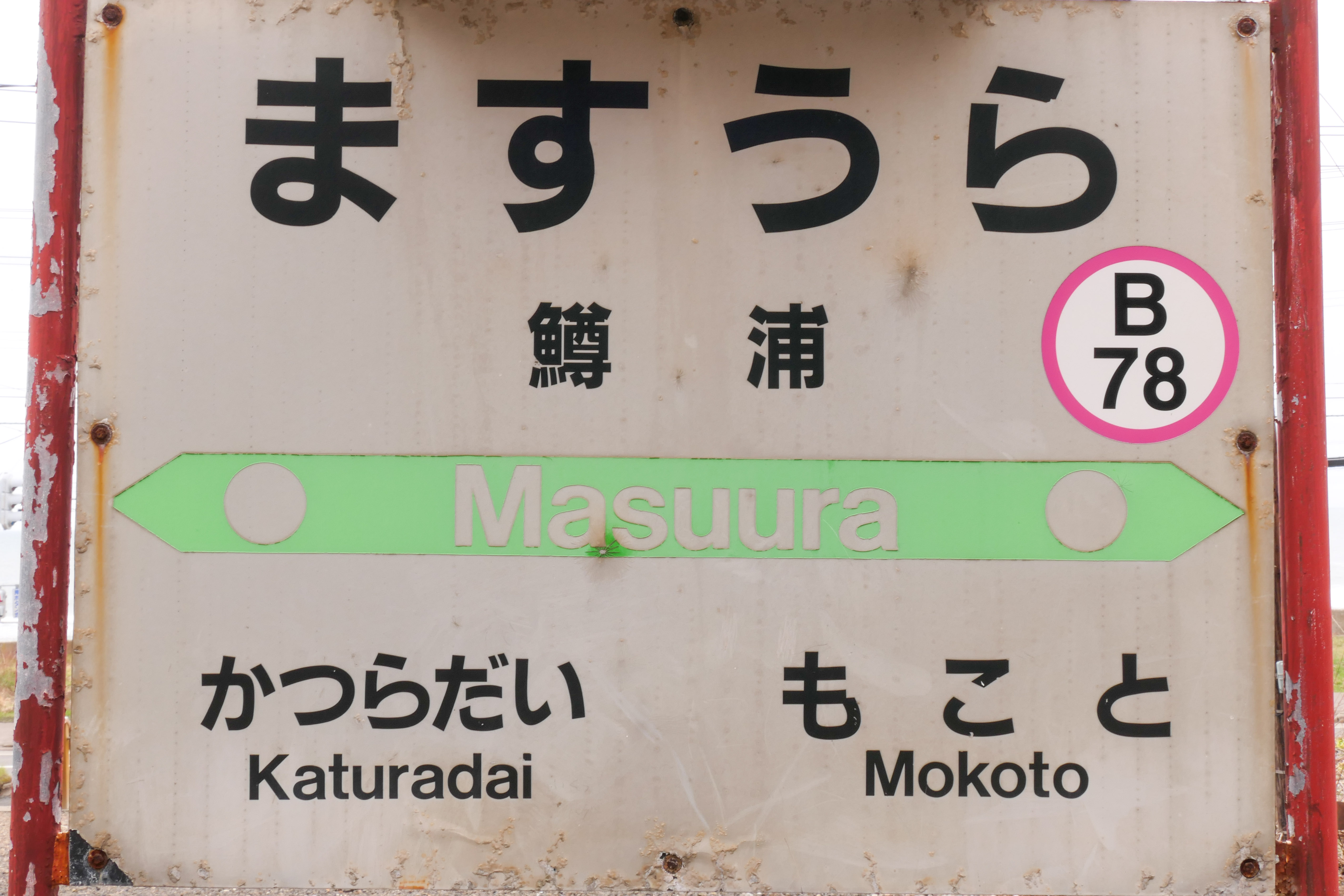
駅名標（2021年5月）

## 利用状況
乗車人員の推移は以下のとおり。年間の値のみ判明している年については、当該年度の日数で除した値を括弧書きで1日平均欄に示す。乗降人員のみが判明している場合は、1/2した値を括弧書きで記した。
また、「JR調査」については、当該の年度を最終年とする過去5年間の各調査日における平均である。
| 年度               | 乗車人員 | 乗車人員 | 乗車人員 | 出典       | 備考 |
| 年度               | 年間     | 1日平均  | JR調査   | 出典       | 備考 |
| ------------------ | -------- | -------- | -------- | ---------- | ---- |
| 1978年（昭和53年） |          | 17       |          | [ 12 ]     |      |
| 2016年（平成28年） |          |          | 8.4      | [ JR北 1 ] |      |
| 2017年（平成29年） |          |          | 7.8      | [ JR北 2 ] |      |
| 2018年（平成30年） |          |          | 6.0      | [ JR北 3 ] |      |
| 2019年（令和元年） |          |          | 7.0      | [ JR北 4 ] |      |
| 2020年（令和02年） |          |          | 7.4      | [ JR北 5 ] |      |
| 2021年（令和03年） |          |          | 8.0      | [ JR北 6 ] |      |
| 2022年（令和04年） |          |          | 8.6      | [ JR北 7 ] |      |
| 2023年（令和05年） |          |          | 7.8      | [ JR北 8 ] |      |

## 駅周辺
駅周辺は漁業の小さな集落やドライブインしかないが、丘の上に住宅街が広がる。ホームからオホーツク海を眺めることができ、1966年（昭和41年）から1996年（平成8年）まで附近に海水浴場が開設され利用客で賑わっていた。
- 国道244号
- 鱒浦郵便局
- 網走市立南小学校
- 北海道立総合研究機構網走水産試験場
- 日本ホワイトファーム知床食品工場（日本ハム関連会社）

### バス路線

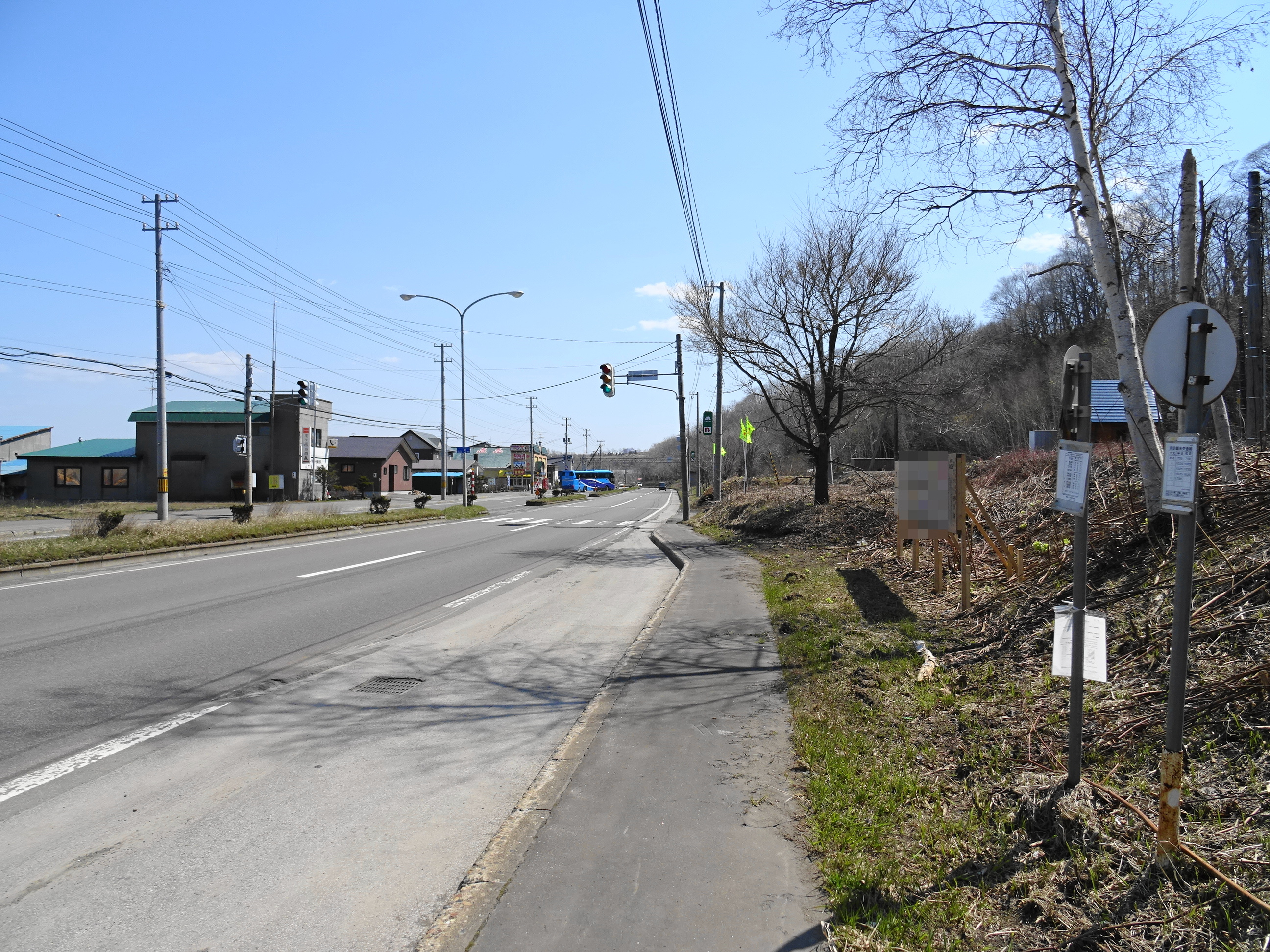
鱒浦駅前停留所

駅前を通る国道244号上に網走バス・網走観光交通「鱒浦駅前」バス停があり以下の路線が停車する。
網走バス
- 小清水線：小清水方面、網走駅方面[15]

網走観光交通
- 網走 東藻琴線：東藻琴方面、網走駅方面[16]

## 隣の駅
北海道旅客鉄道（JR北海道）
■釧網本線
桂台駅 (B79) - 鱒浦駅 (B78) - 藻琴駅 (B77)

### JR北海道
1. ↑  「釧網線（東釧路・網走間）」（PDF）『線区データ（当社単独では維持することが困難な線区）』、北海道旅客鉄道、2017年12月8日。オリジナルの2017年12月9日時点におけるアーカイブ。2017年12月10日閲覧。
2. ↑  「釧網線（東釧路・網走間）」（PDF）『線区データ（当社単独では維持することが困難な線区）(地域交通を持続的に維持するために)』、北海道旅客鉄道株式会社、3頁、2018年7月2日。オリジナルの2018年8月19日時点におけるアーカイブ。2018年8月19日閲覧。
3. ↑  “釧網線（東釧路・網走間）” (PDF). 線区データ（当社単独では維持することが困難な線区）(地域交通を持続的に維持するために).   北海道旅客鉄道. p. 3 (2019年10月18日). 2019年10月18日時点のオリジナルよりアーカイブ。2019年10月18日閲覧。
4. ↑  “釧網線（東釧路・網走間）” (PDF). 地域交通を持続的に維持するために > 輸送密度200人以上2,000人未満の線区（「黄色」8線区）.   北海道旅客鉄道. p. 3 (2020年10月30日). 2020年11月2日時点のオリジナルよりアーカイブ。2020年11月2日閲覧。
5. ↑  “駅別乗車人員  特定日調査（平日）に基づく”.   北海道旅客鉄道. 2022年8月3日時点のオリジナルよりアーカイブ。2022年8月14日閲覧。
6. ↑  “駅別乗車人員  特定日調査（平日）に基づく”.   北海道旅客鉄道. 2022年9月3日時点のオリジナルよりアーカイブ。2022年9月3日閲覧。
7. ↑  “駅別乗車人員  特定日調査（平日）に基づく”.   北海道旅客鉄道. 2023年11月10日時点のオリジナルよりアーカイブ。2023年11月10日閲覧。
8. ↑  “駅別乗車人員  特定日調査（平日）に基づく”.   北海道旅客鉄道 (2024年). 2024年9月9日時点のオリジナルよりアーカイブ。2024年9月9日閲覧。